# 金益相
金益相（1895年—1941年）是韩国独立運動人士、义烈团成员。

## 生平
金益相从平壤崇實専門學校毕业后，在一所基督教学校任教。然后又搬到首尔，在廣城煙草公司任職。 1920年6月，他被調到廣城煙草公司奉天分公司时，他前往广东一所飞行学校學習開飛機，但学校因戰爭而停办，于是他又前往上海。後來又前往北京，加入金元鳳领导的義烈團。
1921年9月10日，义烈团在北京举行会议，决定炸毁朝鲜总督府。义烈团決定派金益相去執行任務。9月12日，金益相携带炸弹闯入朝鲜总督府，先後在朝鲜总督府的秘书室和会计室安裝炸彈，並離開朝鲜总督府回到天津。安放在秘书室的炸彈沒有爆炸，但是安放在会计室的炸彈爆炸了。
1922年3月28日，义烈团团员吳成崙、金益相、李钟岩在上海試圖刺殺田中义一，但沒有成功。金益相被捕並被引渡到日本。
金益相在长崎接受审判。金益相被当地法院判处无期徒刑，之後又减为20年有期徒刑，并于1936年出狱返回朝鮮半島。但金益相回到朝鮮半島后不久，就被日本警察带走。有人表示金益相在被拘留期間跳入漢江自殺。

## 死后
- 1962年3月1日，金益相被追授建國勳章。[2]
- 1995年，人們在首尔中區金益相去世的地方设立了纪念碑。 [3]